# Pleumeleuc
Pleumeleuc è un comune francese di 2 874 abitanti situato nel dipartimento dell'Ille-et-Vilaine nella regione della Bretagna.

## Società

### Evoluzione demografica
Abitanti censiti